# 大心翼果
大心翼果（学名：Peripterygium platycarpum）为茶茱萸科心翼果属下的一个种。